# Marie Gillain
Marie Gillain, född 18 juni 1975 i Liège, Vallonien, är en belgisk skådespelerska.

## Roller i urval
- 1991 – Min farsa är en hjälte
- 1995 – Lockbetet
- 1996 – Kärleksöden
- 1997 – Hertigens dotter
- 1998 – Serverat!
- 2008 – Hemlig agent
- 2009 – Coco – livet före Chanel
- 2023 – En frukost på berget